# Noritoshi Hirata
Noritoshi Hirata född den 1 mars 1958 i Onomichi, Japan, är en japansk gymnast.
Han tog OS-brons i lagmångkampen i samband med de olympiska gymnastiktävlingarna 1984 i Los Angeles.